# Божень (Нижньосілезьке воєводство)
Божень (пол. Bożeń) — село в Польщі, у гміні Волув Воловського повіту Нижньосілезького воєводства.
Населення — 406 осіб (2011).
У 1975-1998 роках село належало до Вроцлавського воєводства.

## Демографія
Демографічна структура станом на 31 березня 2011 року:
|          | Загалом | Допрацездатний вік | Працездатний вік | Постпрацездатний вік |
| -------- | ------- | ------------------ | ---------------- | -------------------- |
| Чоловіки | 201     | 33                 | 158              | 10                   |
| Жінки    | 205     | 38                 | 136              | 31                   |
| Разом    | 406     | 71                 | 294              | 41                   |